# Katholische Soziallehre
Die katholische Soziallehre bezeichnet die Gesamtheit an Aussagen der römisch-katholischen Kirche über den Bereich des menschlichen Soziallebens. Sie baut lehramtlich auf den päpstlichen Sozialenzykliken auf (siehe auch: Liste wichtiger Sozialenzykliken).
Die katholische Soziallehre befasst sich mit Funktionsweise und Determinanten menschlichen Zusammenlebens sowie den Mitteln, um bestimmte Zielsetzungen zu erreichen. Soziale Zusammenhänge werden empirisch untersucht und theologisch-ethisch reflektiert, sodass praktische Konsequenzen abgeleitet werden können. Damit überschneidet sie sich mit den verschiedenen Sozialwissenschaften.
Erkenntnisquelle ist neben der Vernunft auch die christliche Offenbarung. Grundsätzlich geht die katholische Soziallehre davon aus, dass aufgrund dieser beiden Erkenntnisquellen eine Einsicht in die „Ordnung der Dinge“ oder den Ordo Socialis als „Soziale Ordnung“ möglich ist. Eine Annäherung der tatsächlichen Verhältnisse an die Sozialprinzipien wird durch Anwendung bestimmter Tugenden angestrebt.
Gemeinsam mit den ethischen Aussagen anderer christlicher Konfessionen wird die katholische Soziallehre als christliche Sozialethik bezeichnet. Unter diesem Namen firmiert das Fach auch an den katholischen Fakultäten der meisten Universitäten.

## Geschichte
Obwohl die Kirche seit ihren Anfängen zur sittlichen Gestaltung des sozialen Lebens Stellung bezog und in der Scholastik die naturrechtlichen Grundlagen ihres Menschen- und Gesellschaftsbildes entwickelte, ist ihre Soziallehre im engeren Sinne ein Produkt des 19. Jahrhunderts mit seinen sozialen Spannungen im Zuge der Industriellen Revolution und der Verstädterung sowie im Angesicht der konkurrierenden Ideologien des Liberalismus und des Sozialismus.
Der so genannte Arbeiterpapst Leo XIII. veröffentlichte 1891 die erste explizite Sozialenzyklika Rerum Novarum. Als vom Papst geschätzter Vorläufer ist der Arbeiterbischof Wilhelm Emmanuel von Ketteler, der Begründer der Katholischen Arbeitnehmer-Bewegung, zu nennen. Die katholische Soziallehre hat sich seit dem Aufkommen der sozialen Frage zunehmend zu einer theologischen Ethik gesellschaftlicher Strukturen entfaltet. Die Aussagen über die Gestaltung des sozialen Lebens entwickelten sich seit dem 19. Jahrhundert zu einem bedeutsamen und immer globaler werdenden Teil der kirchlichen Verkündigung.
Pius XI. erreichte mit der Enzyklika Quadragesimo anno 1931 einen weiteren Meilenstein. Weniger über Enzykliken, dafür mit sozialethischen Ansprachen schärfte Papst Pius XII. die Soziallehre und passte sie der Zeit an.
Seit dem Zweiten Vatikanischen Konzil bemüht sich die katholische Soziallehre zudem verstärkt darum, statt ihrer ursprünglichen Fixierung auf die abendländisch-europäische Tradition zu einer die globalen Verhältnisse berücksichtigenden Einschätzung zu gelangen. Papst Johannes XXIII. wies mit seinem Rundschreiben Mater et magistra 1961 auf aktuelle soziale Probleme hin und entwickelte die Idee eines friedlichen Zusammenlebens der Menschen im weltweiten Maßstab mit seiner Friedensenzyklika Pacem in terris 1963.
In Gaudium et spes (1965) des II. Vatikanischen Konzils bedachte die Kirche ihr Verhältnis zur „Welt von heute“, die Enzyklika Populorum progressio (1967) befasste sich mit der weltweiten Entwicklungsproblematik. Ferner legte Papst Paul VI. nicht nur den Neujahrstag als Weltfriedenstag fest, sondern auch das Apostolische Schreiben Octogesima adveniens vor.
Im Rundschreiben Laborem exercens von 1981 wird die zentrale Bedeutung der Arbeit betont. Sollicitudo rei socialis griff 1987 erneut die dringlicher werdende Dritte-Welt-Thematik auf, während die Jahrhundertenzyklika Centesimus annus (1991) nach dem Zusammenbruch des Sozialismus im Osten Europas die wirtschaftliche, soziale und politische Weltsituation – unter Rückgriff auf Rerum novarum – grundlegend sozialethisch beurteilte. Kurz nach der Weltfinanzkrise erschien 2009 die Enzyklika Caritas in veritate. Einige rechnen auch Aussagen von Laudato si’ (2015) zur Schöpfungsverantwortung zur Soziallehre der Kirche. 
Der gegenwärtige Papst Leo XIV. begründete seine Namenswahl mit ausdrücklichem Verweis auf Leo XIII. und Rerum Novarum.

## Träger der katholischen Soziallehre
Die Träger und Autoren der katholischen Soziallehre sind zunächst die kirchlichen Würdenträger (Päpste und Bischöfe), die Inhalt und Grenzen der Soziallehre bestimmen. Neben den kirchlichen Amtsträgern spielen für die katholische Gesellschaftslehre auch die theologischen Fachvertreter an Universitäten und Hochschulen eine wichtige Rolle. Die theologische Soziallehre entfaltete sich seit dem 19. Jahrhundert in langsamer Loslösung von der Moraltheologie als eigenes wissenschaftliches Fachgebiet. 1893 wurde in Münster der erste Lehrstuhl für „Christliche Gesellschaftslehre“ eingerichtet, der für lange Zeit der einzige in Deutschland blieb. Erst 1921 folgte die Katholisch-Theologische Fakultät in Bonn, danach die Jesuitenhochschulen in Pullach (1926), Sankt Georgen (1928) und Wien (1935). Erst nach dem Zweiten Weltkrieg zeichnete sich ein allmählicher Wandel ab, der alle theologischen Fakultäten mit Professuren oder wenigstens einem Lehrangebot in christlicher Gesellschaftslehre ausstattete.
Die Ebenen des Lehramtes und der Wissenschaft sind eng mit einer dritten, der katholischen Sozialbewegung verbunden. Sie setzt sich aus kirchlichen Sozialverbänden wie der Katholischen Arbeitnehmer-Bewegung, der Christlichen Arbeiterjugend, dem von Adolph Kolping begründeten Kolpingwerk, dem Deutschen Caritasverband, dem Verband der Katholiken in Wirtschaft und Verwaltung oder dem Bund Katholischer Unternehmer zusammen. In ihr findet die praktische Vermittlung der katholischen Soziallehre in den gesellschaftlichen, wirtschaftlichen und politischen Bereich hinein statt.

## Sozialprinzipien
Die katholische Soziallehre baut auf fortwährend gültigen Sozialprinzipien auf. Diese beruhen auf dem christlichen Menschenbild und sind sowohl als Seins- als auch als Sollensprinzipien für das soziale Zusammenleben zu verstehen, wobei sie einen weiten Ermessungsspielraum lassen. Oswald von Nell-Breuning nennt sie daher „Baugesetze der Gesellschaft“. Sie werden verstanden als „strukturierungs- und verfahrensrelevante Grundsätze“. Im Einzelnen sind das neben der Personalität:
- das Subsidiaritätsprinzip,
- das Solidaritätsprinzip und
- das Gemeinwohlprinzip.

Diese werden unter anderem als Grundbestand von allgemein einsichtigen Strukturen, Sinngehalten und Werten, ohne den ein menschliches Zusammenleben nicht möglich sei, angesehen.
Eine Integration des Gedankens der Nachhaltigkeit wird seit den 1990er-Jahren auf externe Impulse aus der Ökologiebewegung hin diskutiert. Während kirchliche Hilfswerke den Begriff ebenso aufnahmen wie die lehramtlich-bischöfliche Sozialverkündigung in Deutschland, findet er in den päpstlich-lehramtlichen Schreiben bis heute selten explizit Beachtung.

### Solidaritätsprinzip
Die Idee der Solidarität als Sozialprinzip des mitmenschlichen Zusammenhalts gehört zu den zentralen sozialethischen Ordnungsprinzipien. Sie setzt philosophisch bei dem Person-Sein des Menschen und der daraus abgeleiteten wesensmäßigen Gleichheit aller Menschen an. Als wesentlicher Bestandteil des Person-Seins wird die soziale Dimension betrachtet, die sich in der wechselseitigen Bezogenheit der Personen untereinander und auf die gesamte Gesellschaft dokumentiere. Daraus wurde klassisch auch die normative Forderung einer gegenseitigen Verpflichtung zur wechselseitigen Achtung der Menschenwürde abgeleitet.
Das Solidaritätsprinzip wurde Ende des 19. Jahrhunderts von Heinrich Pesch in seinem Entwurf des Solidarismus zum Mittelpunkt der Katholischen Soziallehre gemacht. Pesch griff damit den Ansatz französischer Sozialphilosophen und Politiker (u. a. Charles Gide) auf. Sein Anliegen war es, Gemeinwohl und Einzelwohl, Aufgaben und Grenzen staatlicher Interventionen zu einem Ausgleich zu bringen. Der Ansatz Peschs wurde später vor allem von Oswald von Nell-Breuning und Gustav Gundlach weiter vertieft. Das Solidaritätsprinzip führt über die Forderung gleicher Chancen für alle Menschen zum abgeleiteten Sozialprinzip der sozialen Gerechtigkeit.

### Subsidiaritätsprinzip
Das Subsidiaritätsprinzip bestimmt das richtige Verhältnis zwischen den verschiedenen sozialen Einheiten. Seine grundsätzliche Intention ist es, den Individuen bzw. kleineren sozialen Einheiten, beginnend bei der Familie, die Regelung ihrer Verhältnisse nicht dauerhaft abzunehmen (Verantwortlichkeit und Eigenleistung), sondern sie in die Lage zu versetzen, diese selbst in die Hand zu nehmen (Selbsthilfe und Hilfestellung). Die Formulierung des Subsidiaritätsprinzip als Sozialprinzip geht auf Gustav Gundlach zurück.  In der kirchlichen Sozialverkündigung wurde der Begriff erstmals 1931 von Papst Pius XI. in der Sozialenzyklika Quadragesimo anno  verwendet.
Das Subsidiaritätsprinzip wird dabei häufig sowohl auf negative als auch auf positive Art und Weise formuliert. In negativer Formulierung fordert es für die größere soziale Einheit die Nicht-Einmischung gegenüber kleineren sozialen Gruppen, die ihre eigenen Angelegenheiten im Rahmen ihrer Möglichkeiten selbstbestimmt regeln können sollen. Beschränkende Eingriffe durch die größeren Einheiten, insbesondere des Staates, in die Freiheit der kleineren Einheiten bzw. der Individuen sollen abgewehrt werden. Die Erstkompetenz solle demjenigen eingeräumt werden, der an der Lösung einer sozialen Aufgabe unmittelbar ist; so liege etwa die Erziehungsverantwortung primär bei den Eltern, die Verantwortung für die Wirtschaft beim privaten Unternehmertum, wobei der Staat nur die Rahmenordnung festlegen soll. In positiver Formulierung fordert das Subsidiaritätsprinzip, die Individuen bzw. die kleineren sozialen Einheiten in die Lage zu versetzen, ihre Verhältnisse selbst zu regeln. Wo deren Kräfte zur befriedigenden Regelung der eigenen Angelegenheiten nicht ausreichen, sollen die jeweils größeren gesellschaftlichen Einheiten – in vielen Fällen letztlich der Staat – zur Hilfestellung und Förderung angehalten werden.

### Gemeinwohlprinzip
Heute wird das Gemeinwohlziel teilweise als abgeleitetes Sozialprinzip der Solidarität betrachtet. Es steht im Spannungsfeld zum Einzelwohl. Ausgangspunkt der Betrachtung ist die Ethik des Thomas von Aquin und seine Sicht auf den Menschen als „ens sociale“ (gesellschaftliches Wesen).
Grundsätzlich werden ein „exklusiver“ und ein „inklusiver“ Gemeinwohlbegriff voneinander unterschieden. In seiner klassischen Definition hat das Gemeinwohl eine instrumentelle Funktion. Es wird hier als „Dienstwert“ – vor allem für Strukturen, Institutionen und soziale Systeme – verstanden, dessen Realisierung die Voraussetzung dafür darstellt, dass der Einzelne und einzelne Gruppen ihre Werte verwirklichen können. Dieser umfasst alle Mittel und Chancen, die in sozialer Kooperation bereitzustellen sind, damit „die Einzelnen, die Familien und gesellschaftlichen Gruppen“ ihre eigenen Werte und Ziele „voller und schneller erreichen“ können. Im Unterschied dazu wird in einem „inklusiven“ Verständnis der Selbstwertcharakter des Gemeinwohls hervorgehoben. In diesem Verständnis wird Gesellschaft erst durch das Gemeinwohl begründet, indem es deren Ziel definiert. Es meint „das personale Wohl aller Gesellschaftsglieder, sofern es nur in sozialer Kooperation erstrebt werden kann“.

## Verhältnis zu den Sozialwissenschaften
Die katholische Soziallehre bezieht sich auf sozialwissenschaftliche Erkenntnisse und Theorien. Zentrale Differenz zur allgemeinen Wissenschaft ist die Einbeziehung der christlichen Offenbarung und die Betonung des Naturrechts im Sinne einer lex naturalis. Gleichzeitig wird die Überprüfbarkeit mit Methoden aus Sozial- und Wirtschaftswissenschaft angestrebt.
Joseph Höffner konzipierte einen breiten Vorlesungszyklus der Christlichen Sozialwissenschaften. Die Joseph-Höffner-Gesellschaft bemüht sich um die Erhaltung dieses Erbes. Durch methodische Verengung sank der Einfluss der sozialethischen Betrachtungen gegen Ende des 20. Jahrhunderts aber rapide. Franz Furger, Dietmar Mieth und andere versuchten, diese im Dialog mit philosophischen Konzepten und den Humanwissenschaften weiterzuentwickeln, um Konkurrenzfähigkeit zu anderen Ethikkonzepten und die Rezipierbarkeit der Soziallehre sicherzustellen.

## Rezeption
In Österreich führten unangenehme Erinnerungen an den Ständestaat vor 1938, der zum katholischen Modellstaat ausgerufen wurde, zu Vorbehalten. Trotzdem gewannen Sozialethiker wie Johannes Messner, Alfred Klose und Rudolf Weiler erheblichen Einfluss.
In Lateinamerika fand die Katholische Soziallehre bis in die 1970er Jahre kaum Beachtung bzw. hatte keinen guten Ruf. Sie galt als ein abstraktes Lehrgebäude, „das die wechselnden historischen Umstände nicht in ausreichender Weise berücksichtigt“. Tonangebend wurde stattdessen die Theologie der Befreiung.
Im südafrikanischen Raum ist der katholischen Soziallehre wieder eine neue Rolle zugewachsen: Durch einen breiten gemeinschaftlichen Prozess für ein „Neues Simbabwe“ wird die ethische Instanz des Staates in der diktatorischen Herrschaft von Robert Mugabe in Simbabwe in Frage gestellt und die Staatspartei in eine neue Art von Auseinandersetzung gezwungen.

## Grundlagentexte
- Päpstlicher Rat für Gerechtigkeit und Frieden: Kompendium der Soziallehre der Kirche. Libreria Editrice Vaticana, Vatikanstadt 2004 / Verlag Herder, Freiburg im Breisgau 2006. 2. Auflage 2006, ISBN 978-3-451-29078-7.

- Sozialenzykliken der Päpste